# دانشگاه ایالتی شیکاگو
دانشگاه ایالتی شیکاگو (به انگلیسی: Chicago State University) در «ایلینوی» شیکاگو قرار دارد.